# Lijst van Alarmschijven in 1979
Deze hits waren in 1979 Alarmschijf bij Veronica op Hilversum 3:
| Nr. | Datum        | Artiest                         | Titel                                                       | Hoogste positie in Top 40 |
| --- | ------------ | ------------------------------- | ----------------------------------------------------------- | ------------------------- |
| 475 | 6 januari    | Alice Cooper                    | How You Gonna See Me Now                                    | 7                         |
| 476 | 13 januari   | Alicia Bridges                  | I Love the Nightlife                                        | 9                         |
| 477 | 20 januari   | Meat Loaf                       | You Took the Words Right Out of My Mouth (Hot Summer Night) | 3                         |
| 478 | 27 januari   | Third World                     | Now That We Found Love                                      | 3                         |
| 479 | 3 februari   | Leif Garrett                    | I was made for dancin'                                      | 11                        |
| 480 | 10 februari  | Blondie                         | Heart of Glass                                              | 5                         |
| 481 | 17 februari  | Bee Gees                        | Tragedy                                                     | 4                         |
| 482 | 24 februari  | Gene Chandler                   | Get Down                                                    | 21                        |
| 483 | 3 maart      | Duncan Browne                   | Wild Places                                                 | 7                         |
| 484 | 10 maart     | Sister Sledge                   | He's The Greatest Dancer                                    | 16                        |
| 485 | 17 maart     | McGuinn, Clark & Hillman        | Don't You Write Her Off                                     | 17                        |
| 486 | 24 maart     | Supertramp                      | The Logical Song                                            | 20                        |
| 487 | 31 maart     | Teach In                        | Greenpeace                                                  | 10                        |
| 488 | 7 april      | Clout                           | Save Me                                                     | 9                         |
| 489 | 14 april     | Cheap Trick                     | I Want You to Want Me                                       | 1(2wk)                    |
| 490 | 21 april     | Luv'                            | Casanova                                                    | 6                         |
| 491 | 28 april     | Art Garfunkel                   | Bright Eyes                                                 | 1(5wk)                    |
| 492 | 5 mei        | M                               | Pop Muzik                                                   | 3                         |
| 493 | 12 mei       | Herman Brood & His Wild Romance | Never Be Clever                                             | 9                         |
| 494 | 19 mei       | Electric Light Orchestra        | Shine A Little Love                                         | 10                        |
| 495 | 26 mei       | Golden Earring                  | Weekend Love                                                | 3                         |
| 496 | 2 juni       | Gilla                           | We Gotta Get out of This Place                              | 26                        |
| 497 | 9 juni       | Ironhorse                       | Sweet Lui-Louise                                            | 23                        |
| 498 | 16 juni      | Kiss                            | I Was Made for Lovin' You                                   | 1(4wk)                    |
| 499 | 23 juni      | Cheap Trick                     | Surrender                                                   | 12                        |
| 500 | 30 juni      | Graham Gouldman                 | Sunburn                                                     | 28                        |
| 501 | 7 juli       | The Sunstreams                  | Aan de grens van de Duitse heuvelen                         | 7                         |
| 502 | 14 juli      | ABBA                            | Voulez-Vous                                                 | 4                         |
| 503 | 21 juli      | Julio Iglesias                  | Quiéreme mucho                                              | 1(5wk)                    |
| 504 | 28 juli      | The Knack                       | My Sharona                                                  | 20                        |
| 505 | 4 augustus   | Umberto Tozzi                   | Gloria                                                      | 21                        |
| 506 | 11 augustus  | Cliff Richard                   | We Don't Talk Anymore                                       | 3                         |
| 507 | 18 augustus  | The Police                      | Can't Stand Losing You                                      | 9                         |
| 508 | 25 augustus  | Sparks                          | Beat The Clock                                              | 15                        |
| 509 | 1 september  | Wreckless Eric                  | Hit And Miss Judy                                           | 38                        |
| 510 | 8 september  | Massada                         | Arumbai / Air mata tumpa                                    | 2                         |
| 511 | 15 september | The Specials                    | Gangsters                                                   | 13                        |
| 512 | 22 september | Michael Jackson                 | Don't Stop 'til You Get Enough                              | 2                         |
| 513 | 29 september | Al Hudson & Partners            | You Can Do It                                               | 11                        |
| 514 | 6 oktober    | Eagles                          | Heartache Tonight                                           | 16                        |
| 515 | 13 oktober   | Frantique                       | Strut Your Funky Stuff                                      | 16                        |
| 516 | 20 oktober   | Paper Lace & Notthingham Forest | We Got The Whole World In Our Hands                         | 3                         |
| 517 | 27 oktober   | Snoopy                          | It's All In The Bible                                       | 10                        |
| 518 | 3 november   | Earth & Fire                    | Weekend                                                     | 1(3wk)                    |
| 519 | 10 november  | Sheila B. Devotion              | Spacer                                                      | 19                        |
| 520 | 17 november  | Mike Batt                       | Lady of the Dawn                                            | 11                        |
| 521 | 24 november  | Julio Iglesias                  | Quiereme                                                    | 12                        |
| 522 | 1 december   | Pink Floyd                      | Another Brick in the Wall                                   | 3                         |
| 523 | 8 december   | The Kelly Family                | David's Song (Who'll Come with Me)                          | 2                         |
| 524 | 15 december  | Ellen Foley                     | What's The Matter Baby                                      | 7                         |
| 525 | 22 december  | Fleetwood Mac                   | Sara                                                        | 10                        |
| -   | 29 december  | geen Alarmschijf                | geen Alarmschijf                                            | geen Alarmschijf          |

1969 ·
1970 ·
1971 ·
1972 ·
1973 ·
1974 ·
1975 ·
1976 ·
1977 ·
1978 ·
1979 ·
1980 ·
1981 ·
1982 ·
1983 ·
1984 ·
1985 ·
1986 ·
1987 ·
1988 ·
1989 · 
1990 · 
1991 · 
1992 · 
1993 · 
1994 · 
1995 · 
1996 · 
1997 · 
1998 · 
1999 · 
2000 · 
2001 · 
2002 · 
2003 · 
2004 · 
2005 · 
2006 · 
2007 · 
2008 · 
2009 ·
2010 ·
2011 ·
2012 ·
2013 ·
2014 ·
2015 ·
2016 ·
2017 ·
2018 ·
2019 ·
2020 ·
2021 ·
2022 ·
2023 ·
2024 ·
2025